# Dammarie-les-Lys
Dammarie-les-Lys è un comune francese di 20 262 abitanti situato nel dipartimento di Senna e Marna nella regione dell'Île-de-France.

## Società

### Evoluzione demografica
Abitanti censiti

## Amministrazione

### Gemellaggi
- Montebelluna, dal 1987
- Eppelheim
- Tata, dal 1993
- Arcos de Valdevez